# Hippoporidra picardi
Hippoporidra picardi är en mossdjursart som beskrevs av Marie Clément Gaston Gautier 1962. Hippoporidra picardi ingår i släktet Hippoporidra och familjen Hippoporidridae. Inga underarter finns listade i Catalogue of Life.